# Schleiden
Schleiden település Németországban, azon belül Észak-Rajna-Vesztfália tartományban. Lakosainak száma 13 233 fő (2023. december 31.). Schleiden Heimbach, Simmerath, Monschau, Kall és Hellenthal községekkel határos.

## Népesség
A település népességének változása:
| Lakosok száma | 11 943 | 13 272 | 13 193 | 13 053 | 12 956 | 12 977 | 13 233 |
|               | 1975   | 2015   | 2017   | 2019   | 2021   | 2022   | 2023   |